# Casa Blanca (Bixkek)
La Casa Blanca és l'edifici d'oficines presidencials a Bixkek, la capital del Kirguizstan. La Casa Blanca va ser el lloc dels disturbis durant la Revolució de les Tulipes de 2005 i la revolució del Kirguizstan de 2010. Durant la revolució de 2010 es va produir un incendi que va danyar parts de l'edifici i va destruir les còpies impreses de molts documents del govern. Durant les protestes del Kirguizstan de 2020 grups de manifestants van assaltar la Casa Blanca.